# Адам Багінський
Адам Багінський (пол. Adam Bagiński; народився 17 березня 1980 у м. Гданськ, Польща) — польський хокеїст, нападник. Виступає за ГКС (Тихи) у Польській Екстралізі.

## З життєпису
Вихованець хокейної школи «Сточньовець» (Гданськ). Виступав за «Сточньовець» (Гданськ), ГКС (Тихи).
У складі національної збірної Польщі провів 76 матчів (12 голів); учасник чемпіонатів світу 2003 (дивізіон I), 2005 (дивізіон I), і 2006 (дивізіон I), 2008 (дивізіон I) і 2010 (дивізіон I). У складі молодіжної збірної Польщі учасник чемпіонату світу 2000 (група B).
Чемпіон Польщі (2005), срібний призер (2011). Володар Кубка Польщі (2007, 2008, 2009, 2010).